# Geranosaurus
Geranosaurus is een geslacht van uitgestorven plantenetende ornithischische dinosauriërs dat tijdens het Vroeg-Jura leefde in het gebied van het huidige Zuid-Afrika.

## Naamgeving en vondst
De typesoort Geranosaurus atavus is in 1911 benoemd en beschreven door Robert Broom. De geslachtsnaam is afgeleid van het Klassiek Griekse geranos, 'kraanvogel', een verwijzing naar de lange vogelachtige poot. De soortaanduiding betekent 'voorouder' in het Latijn.
Het holotype SAM 1871 is een gedeeltelijke poot met een scheenbeen, een tweede middenvoetsbeen, een tweede teenkootje van de tweede teen. Ook een stuk maxilla — een bovenkaakbeen — en losse tanden zijn aan de soort toegewezen. Volgens sommige bronnen is juist het kaakfragment het holotype. De resten zijn in de Kaapprovincie ontdekt in lagen uit het Hettangien - Sinemurien.

## Beschrijving
Geranosaurus is een kleine tweevoetige herbivore dinosauriër. Hij heeft vermoedelijk een hoornsnavel maar volgens sommige onderzoekers wijst de vorm van de kaak erop dat ook in de voorste praemaxilla nog tanden stonden. De tanden hebben een cilindrische wortel en een licht gegroefde buitenkant van de tandkroon. Het scheenbeen is 146 millimeter lang, het middenvoetsbeen negentien en het teenkootje achttien millimeter. De totale lichaamslengte moet tussen de anderhalve en twee meter gelegen hebben.

## Fylogenie
Broom wees Geranosaurus toe aan de Predentata, Friedrich von Huene in 1940 aan de Orthopoda, allebei alternatieve namen voor de Ornithischia. Paul Ellenberger en Franois Ellenberger bepaalden dat in 1960 nader tot de Ornithopoda. In 1970 meende P. Ellenberger dat het een lid was van de Scelidosauridae maar de meeste onderzoekers dachten eerst aan de ornithopode Hypsilophodontidae en na een analyse van Peter Galton uit 1972 aan de Heterodontosauridae. Naar moderne inzichten zou dat laatste betekenen dat het om een zeer basale ornithischischiër gaat, niet speciaal verwant aan de Euornithopoda. Door de schamelheid van de resten denken de huidige wetenschappers echter dat het een nomen dubium is.